# Natriumdichromaat
Natriumdichromaat is een natriumzout van dichroomzuur, met als brutoformule Na2Cr2O7. Het komt gewoonlijk voor als dihydraat: Na2Cr2O7 · 2 H2O. Bij verwarming tot ongeveer 100°C verliezen de kristallen hun kristalwater en gaat het zout over in de watervrije vorm. Boven 400°C ontleedt natriumdichromaat.

## Synthese
De grondstof voor natriumdichromaat en andere chroomverbindingen is het mineraal chromiet dat vooral bestaat uit chroom(III)oxide (Cr2O3). Het fijngemalen mineraal wordt met natriumcarbonaat en kalksteen gemengd en geroost in een roterende oven op hoge temperatuur en in een zuurstofrijke atmosfeer. Daar wordt het chroom(III)oxide omgezet in natriumchromaat:
{\displaystyle {\ce {2Cr2O3 + 4Na2CO3 + 3O2 -> 4Na2CrO4 + 4CO2}}}
Het natriumchromaat is oplosbaar in water en wordt uit de reactiemassa geloogd met warm water. Aan die oplossing voegt men zwavelzuur toe om het chromaat om te zetten tot het dichromaat. Hierbij wordt natriumsulfaat gevormd als bijproduct. Het natriumsulfaat kristalliseert uit in de hete oplossing en kan afgefilterd worden. De natriumdichromaatoplossing kan als zodanig gebruikt worden of verder geconcentreerd in verdampers, kristallisatoren en centrifuges tot het dihydraat of het kristallijne watervrije zout.
In de plaats van met zwavelzuur kan natriumchromaat ook omgezet worden tot natriumdichromaat met behulp van koolstofdioxide onder hoge druk. Het bijproduct dat dan gevormd wordt, is natriumwaterstofcarbonaat. Dat kan gecalcineerd worden tot natriumcarbonaat en gebruikt worden in de roostoven.
De wereldwijde productiecapaciteit voor natriumdichromaat voor de periode 2000-2002 is geschat op 838.000 ton/jaar (als dihydraat).

## Toepassingen
Uit natriumdichromaat worden een aantal verbindingen van zeswaardig en driewaardig chroom geproduceerd die in uiteenlopende toepassingsgebieden gebruikt worden:
- bij leerlooien worden chroomzouten, voornamelijk chroom(III)sulfaat, gebruikt
- pigmenten zoals geel lood(II)chromaat en groen chroom(III)oxide, alsook strontium- en bariumchromaat worden gebruikt in vuurwerk
- chroom(III)oxide, gevormd door de reactie van natriumdichromaat met zwavelzuur, wordt onder meer gebruikt in de productie van houtbeschermingsmiddelen (koper-chroom-arsenaat), producten voor de oppervlaktebehandeling van metalen (chromeren, anodiseren, passiveren e.d.) en katalysatoren
- vitamine K: de oxidatie van 2-methylnaftaleen met natriumdichromaat levert 2-methyl-1,4-naftachinon (vitamine K3), waarmee andere K-vitamines kunnen bereid worden
- natriumdichromaat wordt gebruikt bij het verven van wol om de verfstof op de wol te fixeren

## Toxicologie en veiligheid
Zoals alle chroom(VI)verbindingen is natriumdichromaat een giftige stof bij inademing of inslikking. Bij huidcontact kan het brandwonden veroorzaken. Het kan de huid sensibiliseren. Natriumdichromaat is een kankerverwekkende en mutagene stof die erfelijke afwijkingen kan veroorzaken.
Natriumdichromaat is een sterk oxiderende stof. Contact met ontvlambare stoffen kan brand veroorzaken.